# ロイヤルスキー
ロイヤルスキー (Royal Ski) はアメリカの競走馬。

## 現役時代
2 - 3歳時にアメリカで競走生活を送り、2歳時にはローレルフューチュリティ (G1) 、レムゼンステークス (G2) 、ヘリテージステークス (G3) を制し、アーリントンワシントンフューチュリティ (G1) でも2着に入るなど一線級で活躍した。3歳11月の一般競走を最後に引退。通算成績は14戦8勝。

## 引退後
引退後はアメリカで種牡馬生活を送ったのち、1979年に日本へ輸出された。日本では桜花賞を制したアグネスフローラなどを輩出し活躍、アメリカに残した産駒からもエイコーンステークスの勝ち馬Ski Goggle（スキーパラダイス、スキーキャプテンの母）が出て、日本とアメリカの牝馬クラシック優勝馬の父となった。また、ワカオライデンはG1勝ちこそなかったが、引退後は地方競馬を中心に数多くの活躍馬を輩出する名種牡馬となった。アグネスフローラ、ワカオライデンはともに母の父がリマンドで、このようにロイヤルスキーとリマンド産駒との交配は「ニックス」として有名であった。
実質的に種牡馬を引退する29歳まで種牡馬生活を送り、2004年4月30日に30歳で死んだ。
2008年の皐月賞馬・キャプテントゥーレはロイヤルスキーの3x4というインブリード配合から誕生している。

## 主な産駒
開催国表記がない競走は日本の競走。
- 1979年産
  - Snow Plow（デモワセルステークス・アメリカG2）
- 1980年産
  - Ski Goggle（エイコーンステークス・アメリカG1、レイルバードステークス・アメリカG3）
- 1981年産
  - ワカオライデン（朝日チャレンジカップ）
- 1982年産
  - アサカサイレント（オールカマー）
  - ロイヤルコスマー（桜花賞2着）
- 1983年産
  - ベルベットグローブ（フェブラリーハンデキャップ）
  - ロイヤルシルキー（クイーンステークス）
  - ダイナエイコーン（新潟3歳ステークス）
- 1985年産
  - プリンセススキー（ラジオたんぱ杯3歳牝馬ステークス）
- 1987年産
  - アグネスフローラ（桜花賞）
- 1989年産
  - カシワズプリンセス（東京3歳優駿牝馬、羽田盃、京浜盃、黒潮盃）
- 1991年産
  - ニイタカローズ（東京3歳優駿牝馬）

### ブルードメアサイアーとしての産駒
- 1984年産
  - Conquer（チャーチルダウンズハンデキャップ・アメリカG2）
- 1989年産
  - マイスタージンガー（関屋記念、京王杯オータムハンデキャップ）
- 1990年産
  - スキーパラダイス（ムーラン・ド・ロンシャン賞・フランスG1、京王杯スプリングカップ）
  - ユキノビジン（クイーンステークス、桜花賞2着、優駿牝馬2着）
- 1992年産
  - マイネルブリッジ（NHK杯、福島記念、七夕賞）
  - スキーキャプテン（きさらぎ賞、朝日杯3歳ステークス2着）
- 1991年産
  - イイデライナー（京都4歳特別）
- 1993年産
  - レインボークイーン（クイーンステークス）
- 1995年産
  - エアジハード（安田記念、マイルチャンピオンシップ、富士ステークス）
  - クリールサイクロン（スプリングステークス、新潟3歳ステークス）
- 1996年産
  - タイクラッシャー（瑞穂賞）
- 1997年産
  - アグネスフライト（東京優駿、京都新聞杯）
  - ジョウテンブレーヴ（マイラーズカップ、東京スポーツ杯3歳ステークス、京阪杯、エプソムカップ）
- 1998年産
  - アグネスタキオン（皐月賞、弥生賞、ラジオたんぱ杯3歳ステークス）
- 2000年産
  - イシノファミリー（報知グランプリカップ、東京湾カップ、若潮盃）
- 2004年産
  - セラフィックロンプ（愛知杯2勝）
  - ブルーホーク（サンタアニタトロフィー）
- 2005年産
  - リュウノキングダム（シアンモア記念、北上川大賞典）
- 2007年産
  - プリマビスティー（東京2歳優駿牝馬）
- 2009年産
  - アスペクト （若駒賞、南部駒賞）

## 血統表
| ロイヤルスキーの血統        | ロイヤルスキーの血統                     | ロイヤルスキーの血統                     | （血統表の出典）                         | （血統表の出典） |
| 父系                        | ボールドルーラー系（ナスルーラ系）       | ボールドルーラー系（ナスルーラ系）       | ボールドルーラー系（ナスルーラ系）       | [ § 2 ]          |
| 父 Raja Baba 1968 鹿毛      | 父の父Bold Ruler 1954 鹿毛               | Nasrullah                                | Nearco                                   | Nearco           |
| 父 Raja Baba 1968 鹿毛      | 父の父Bold Ruler 1954 鹿毛               | Nasrullah                                | Mumtaz Begum                             |                  |
| 父 Raja Baba 1968 鹿毛      | 父の父Bold Ruler 1954 鹿毛               | Miss Disco                               | Discovery                                | Discovery        |
| 父 Raja Baba 1968 鹿毛      | 父の父Bold Ruler 1954 鹿毛               | Miss Disco                               | Outdone                                  |                  |
| 父 Raja Baba 1968 鹿毛      | 父の母Missy Baba 1958 鹿毛               | My Babu                                  | Djebel                                   | Djebel           |
| 父 Raja Baba 1968 鹿毛      | 父の母Missy Baba 1958 鹿毛               | My Babu                                  | Perfume                                  |                  |
| 父 Raja Baba 1968 鹿毛      | 父の母Missy Baba 1958 鹿毛               | Uvira                                    | Umidwar                                  | Umidwar          |
| 父 Raja Baba 1968 鹿毛      | 父の母Missy Baba 1958 鹿毛               | Uvira                                    | Lady Lawless                             |                  |
| 母 Coz o'Nijinsky 1969 栗毛 | 母の父Involvement 1960 黒鹿毛            | Intent                                   | War Relic                                | War Relic        |
| 母 Coz o'Nijinsky 1969 栗毛 | 母の父Involvement 1960 黒鹿毛            | Intent                                   | Liz F.                                   |                  |
| 母 Coz o'Nijinsky 1969 栗毛 | 母の父Involvement 1960 黒鹿毛            | Lea Lane                                 | Nasrullah                                | Nasrullah        |
| 母 Coz o'Nijinsky 1969 栗毛 | 母の父Involvement 1960 黒鹿毛            | Lea Lane                                 | Lea Lark                                 |                  |
| 母 Coz o'Nijinsky 1969 栗毛 | 母の母Gleam 1952 栗毛                    | Tournoi                                  | Tourbillon                               | Tourbillon       |
| 母 Coz o'Nijinsky 1969 栗毛 | 母の母Gleam 1952 栗毛                    | Tournoi                                  | Eroica                                   |                  |
| 母 Coz o'Nijinsky 1969 栗毛 | 母の母Gleam 1952 栗毛                    | Flaring Top                              | Menow                                    | Menow            |
| 母 Coz o'Nijinsky 1969 栗毛 | 母の母Gleam 1952 栗毛                    | Flaring Top                              | Flaming Top F-No.8-f                     |                  |
| 母系(F-No.)                 | 8号族(FN:8-f)                            | 8号族(FN:8-f)                            | 8号族(FN:8-f)                            | [ § 3 ]          |
| 5代内の近親交配             | Nasrullah3×4=18.75%、Tourbillon5×4=9.38% | Nasrullah3×4=18.75%、Tourbillon5×4=9.38% | Nasrullah3×4=18.75%、Tourbillon5×4=9.38% | [ § 4 ]          |
| 出典                        | 1. 2. 3. 4.                              | 1. 2. 3. 4.                              | 1. 2. 3. 4.                              | 1. 2. 3. 4.      |